# Kůští
Kůští je malá vesnice, část města Město Touškov v okrese Plzeň-sever v Plzeňském kraji. Nachází se asi 3,5 kilometru severovýchodně od Města Touškova. V roce 2011 zde trvale žilo padesát obyvatel. Kůští s hlavní částí města územně nesouvisí, tvoří tak exklávu města; mezi oběma částmi města leží území obce Čeminy.
Kůští je také název katastrálního území o rozloze 2,85 km².

## Historie
První písemná zmínka o vesnici pochází z roku 1341.
U vesnice se těžilo černé uhlí. Koncem devatenáctého století byly v provozu doly Franz, Karel a Václav. V první polovině dvacátého století zde firma Bergmann a spol. provozovala důl Barbora, ve kterém se dvěma šachtami v hloubce přibližně dvacet metrů těžila jediná sloj s mocností 0,5–0,8 metru. Uhlí se odváželo povozy. Ačkoliv běžného provozu důl dosáhl v roce 1922, v letech 1918–1920 v něm bylo vytěženo 99,8 tun, 356 tun a 2 204 tun uhlí.

## Obyvatelstvo
| Rok            | 1869 | 1880 | 1890 | 1900 | 1910 | 1921 | 1930 | 1950 | 1961 | 1970 | 1980 | 1991 | 2001 | 2011 | 2021 |
| -------------- | ---- | ---- | ---- | ---- | ---- | ---- | ---- | ---- | ---- | ---- | ---- | ---- | ---- | ---- | ---- |
| Počet obyvatel | 120  | 144  | 142  | 133  | 137  | 138  | 147  | 90   | 65   | 56   | 76   | 35   | 35   | 50   | 53   |
| Počet domů     | 23   | 24   | 24   | 25   | 24   | 24   | 26   | 24   | 20   | 18   | 27   | 19   | 22   | 22   | 26   |

## Obecní správa
Při sčítání lidu v letech 1869–1950 Kůští bylo samostatnou obcí, se kterým patřil nejprve do okresu Stříbro, ale v roce 1950 v okrese Plzeň-okolí. V letech 1961–1980 byl částí obce Čeminy v okrese Plzeň-sever. Od 1. července 1980 je částí města Město Touškov v okrese Plzeň-sever. Poté se Čeminy opět osamostatnily, ale Kůští již zůstalo součástí Města Touškova.

## Pamětihodnosti
- kaple svatého Jana Křtitele
- usedlost čp. 6[10]